# Cadlina limbaughi
Cadlina limbaughi är en snäckart som beskrevs av Lance 1962. Cadlina limbaughi ingår i släktet Cadlina och familjen Chromodorididae. Inga underarter finns listade i Catalogue of Life.